# Greblianski
Greblianski (del ruso: Греблянский) es un jútor del raión de Timashovsk del krai de Krasnodar, en Rusia. Está situado en las tierras bajas de Kubán-Azov, cerca de la orilla derecha del río Beisuzhok Izquierdo, afluente del río Beisug, frente a Novi, 11 km al nordeste de Timashovsk y 71 km al norte de Krasnodar, la capital del krai. Tenía 205 habitantes en 2010.
Pertenece al municipio Novoléninskoye.